# Exacum pallidum
Exacum pallidum là một loài thực vật có hoa trong họ Long đởm. Loài này được (Trimen) Klack. mô tả khoa học đầu tiên năm 1983.